# Anisaldehyd
Anisaldehyd, är en organisk förening som består av en bensenring kopplad till en metoxi- och en aldehyd-grupp: OCH3∙C6H4∙CHO. Den är en klar färglös vätska med karakteristisk doft, och finns i tre varianter, orto (o-), meta (m-), och para (p-) där de två funktionella grupperna (metoxi- och aldehyd-) är respektive alfa-, beta- eller gammakopplade till varandra. Den grundläggande formen av anisaldehyd avser generellt para-isomeren.

o-metoxi-
bensaldehyd

m-metoxi-
bensaldehyd

Anisaldehyd finns i anis, från vilken den fått sitt namn, och liknar vanillin.

## Fysiska egenskaper
| Ljusbrytningsindex | 1,537 1           |
| Ångtryck           | 0,01 Pa vid 20 °C |
| Flampunkt          | 108 °C            |

## Tillverkning
Bland olika metoder kan nämnas:
- Vilsmeier-Haack-processen: Anetol, 4-metyloxytoluol eller Anisol oxideras med salpetersyra eller kromsyra.
- Oxidation av metoxitoluen (p-kresylmetyleter) med hjälp av mangandioxid.

## Användning
Anisaldehyd används som mellanprodukt vid syntes av andra ämnen viktiga i läkemedel och parfymer, särskilt orto-anisaldehyd, som har en doft av lakrits.
En lösning av para-anisaldehyd i syra och etanol används ofta för att färga in plattor för tunnskiktskromatografi. Det är ett särskilt användbart förfarande eftersom olika delar på plattan kan färgas i olika färger för att lätt kunna särskiljas.
Vid förzinkning kan anisaldehyd användas för att ge extra glans åt beläggningen.